# تعدیل دقت (جی‌پی‌اس)
تعدیل دقت یا دی‌اُپی (Dilution of precision, DOP) از مفاهیم مورد کاربرد در سامانه موقعیت‌یاب جهانی (جی‌پی‌اس) و مربوط به خطای ناشی از هندسه ماهواره‌ها می‌باشد.
در کل تعدیل دقت ایده‌آل برابر با یک می‌باشد اما در واقعیت عددی مابین ۲ تا ۱۰ است.

## مقدمه

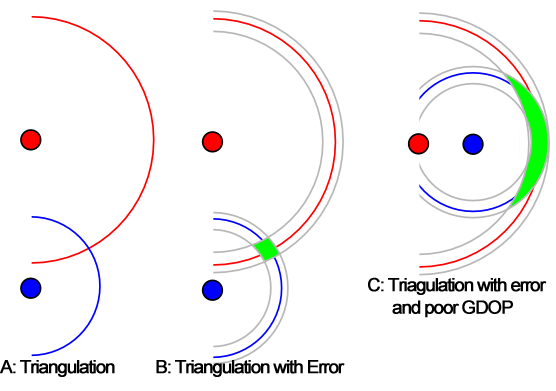
شکل 1 آشنایی با تعدیل دقت هندسی (GDOP) با یک مثال ساده. در A شخصی فاصله دو علامت را اندازه گیری کرده است و نقطه آن را به عنوان تقاطع دو دایره با اندازه گیری شعاع آنها ترسیم کرده است. در شکل دوم خطاهایی در اندازه گیری وجود دارد و مکان واقعی آنها در هر نقطه از قسمت سبز رنگ قرار خواهد گرفت. در C خطای اندازه گیری یکسان است، اما خطای موقعیت آنها به دلیل چیدمان نقاط به میزان قابل توجهی افزایش یافته است.

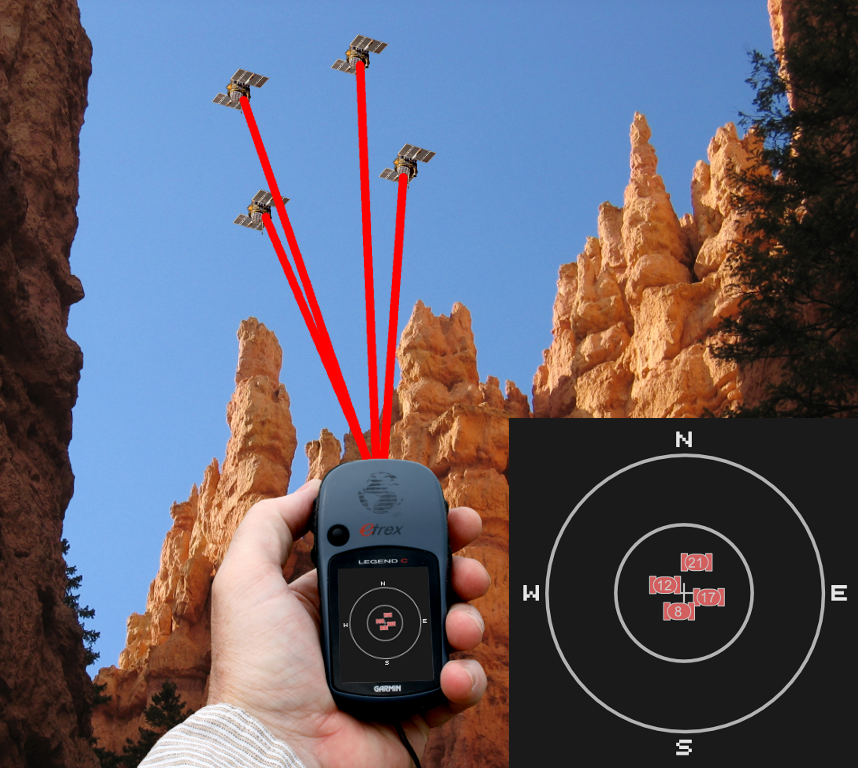
شکل 2 ماهواره های ناوبری با هندسه نامناسب برای تعدیل دقیق هندسی (GDOP)

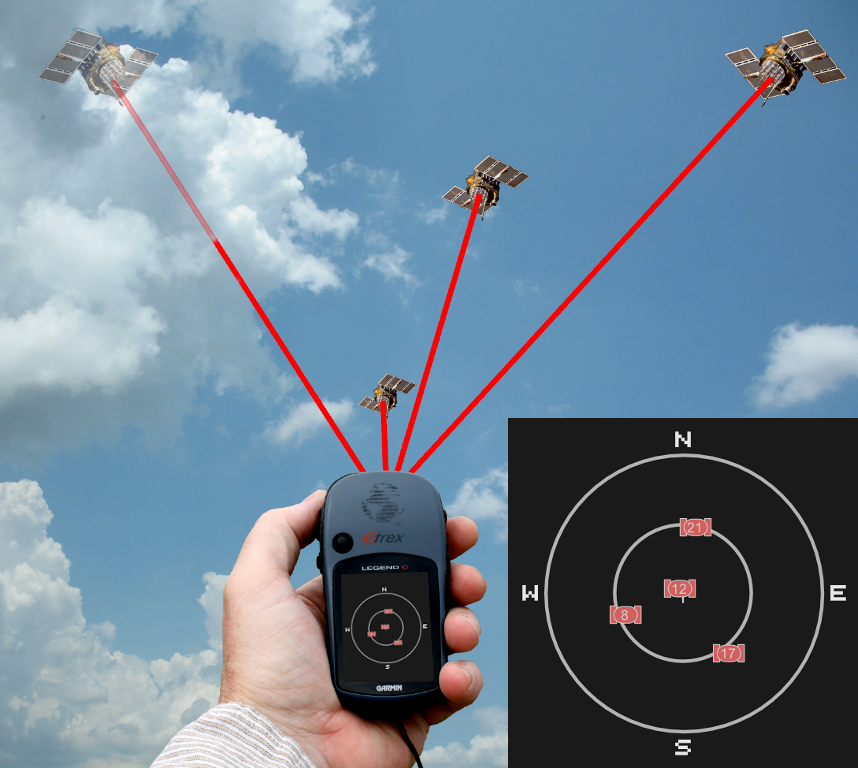
شکل 3 ماهواره های ناوبری با هندسه مناسب برای تعدیل دقیق هندسی (GDOP)

مفهوم تعدیل دقیق (DOP) از سیستم ناوبری Loran-C سرچشمه گرفته است. ایده هندسی DOP این است که چگونه خطا در اندازه گیری بر نتیجه نهایی تأثیر می گذارد و می توان آن را به صورت زیر تعریف کرد:
{\displaystyle GDOP={\frac {\Delta ({\rm {Output\ Location}})}{\Delta ({\rm {Measured\ Data}})}}}
که صورت کسر تغییرات مکانی و مخرج آن داده های اندازه گیری شده می باشد. تغییرات کوچک در داده های اندازه گیری شده منجر به تغییرات بزرگی در محل خروجی نمی‌شود. نقطه مقابل این ایده‌آل وضعیتی است که راه حل در برابر خطاهای اندازه گیری بسیار حساس است.
تفسیر این فرمول در شکل نشان داده شده است و دو اتفاق ممکن با GDOP قابل قبول و ضعیف را نشان می دهد.
اخیراً با توسعه GPS از این اصطلاح استفاده گسترده تری شده است. بدون در نظر گرفتن اثرات یونوسفر و تروپوسفر ، سیگنالی که از ماهواره های ناوبری دریافت میشود دارای دقت ثابت است.
بنابراین موقعیت نسبی گیرنده ماهواره ای نقش مهمی در تعیین دقت موقعیت ها و زمان های برآورد شده دارد.
با توجه به موقعیت نسبی هر ماهواره معین به گیرنده ، دقت درفاصله بین ماهواره و گیرنده به یک جزء در چهار بعد موقعیتی که توسط گیرنده اندازه گیری می شود که شامل ( x , y , z , t.) است ، مربوط می شود.
دقت ماهواره‌های چندگانه از نظر دریافت کننده، طبق موقعیت نسبی ماهواره‌ها جهت تعیین سطح دقت ابعاد اندازه‌گیری شده گیرنده ترکیب می‌شود
وقتی ماهواره های ناوبری قابل مشاهده در آسمان نزدیک یکدیگر هستند ، بدان معناست که که موقعیت ضعیف و مقدار DOP زیاد است.
وقتی این ماهواره ها با فاصله زیاد نسبت به هم قرار دارند ، موقعیت قوی و مقدار DOP کم است.
دو حلقه ای که با هم همپوشانی دارند یا هم مرکز هستند را در نظر بگیرید.
اگر در زاویه های مناسب با هم همپوشانی داشته باشند ، بیشترین میزان همپوشانی بسیار کوچکتر از آن است که در نزدیکی موازی با هم همپوشانی داشته باشند.
بنابراین مقدار DOP کم نشانگر دقت موقعیت بهتر به دلیل جداسازی زاویه ای وسیع تر بین ماهواره های مورد استفاده برای محاسبه موقعیت واحد است.
سایر عواملی که می توانند DOP را افزایش دهند ، موانعی مانند کوهها یا ساختمانهای اطراف است.
DOP می تواند به عنوان تعدادی اندازه گیری جداگانه بیان شود :
- HDOP – تعدیل دقت افقی
- VDOP – تعدیل دقت عمودی
- PDOP - تعدیل سازی موقعیت (3D)
- TDOP – تعدیل دقت زمان
- GDOP - تعدیل هندسی دقت

این مقادیر از نظر ریاضی از موقعیت ماهواره های قابل استفاده پیروی می کنند.
گیرنده های سیگنال اجازه نمایش این موقعیت ها و همچنین مقادیر DOP را می دهند.
این اصطلاح همچنین می تواند برای سایر سیستمهای مکان یابی که دارای چندین جهت جغرافیایی هستند استفاده شود.
همچنین می تواند در اقداماتی مانند جنگ های الکترونیکی هنگام محاسبه محل دشمن (گیرنده رادار و دستگاههای ارتباطی رادیویی) خطا ایجاد کند.
استفاده از چنین تکنیک تداخل سنجی می تواند طرح هندسی خاصی را فراهم کند که در آن درجه هایی از آزادی وجود داشته باشد که به دلیل تنظیمات ناکافی نمی توان از آنها حساب کرد.
اثر هندسه ماهواره ها بر خطای موقعیت ، تعدیل دقت هندسی (GDOP) نامیده می شود و تقریباً به عنوان نسبت خطای موقعیت به خطای دامنه بیان می شود.
تصور کنید که یک هرم مربع با خطوط متصل به چهار ماهواره با گیرنده در نوک هرم شکل می گیرد. هر چه حجم هرم بزرگتر باشد ، GDOP بهتر (پایین تر) خواهد بود. هر چه حجم آن کوچکتر باشد ، GDOP بدتر (بالاتر) خواهد بود. به همین ترتیب ، هرچه تعداد ماهواره ها بیشتر باشد ، GDOP بهتر می شود.

### عوامل دقت در تعیین موقعیت جی‌پی‌اس
دقت در موقعیت‌یابی ماهواره‌ای به عوامل متعددی وابسته است ازجمله:
- وضعیت آب و هوا در زمان دریافت سیگنال
- نوع گیرنده (تک‌فرکانسه یا چندفرکانسه)
- روش تعیین موقعیت (استاتیک یا کینماتیک و…)
- نحوه پردازش‌های بعدی

...

## معنی مقادیر DOP
| مقدار DOP | معنی          | توضیحات |
| --------- | ------------- | --- |
| 1         | ایده‌آل        | بالاترین سطح اطمینان ممکن برای مصارفی که همواره نیاز به بالاترین دقت دارند.                                                                         |
| 1-2       | عالی          | در این سطح اطمینان ، موقعیت یابی برای همه کارها به جز حساس ترین کارها مناسب است.                                                                    |
| 2-5       | خوب           | حداقل سطح دقت مناسب برای تصمیم گیری های دقیق می باشد. در مسیر یابی (Navigation) قابل اطمینان برای کاربر قابل استفاده است.                           |
| 5-10      | متوسط         | موقعیت برای محاسبات می تواند مورد استفاده قرار گیرد، اما کیفیت می تواند بهبود یابد. نمای بازتر از آسمان توصیه می شود.                               |
| 10-20     | کمتر از متوسط | سطح اعتماد پایین را نشان می دهد. از اندازه گیری ها باید صرف نظر کرد و یا فقط برای نشان دادن یک تخمین بسیار غیر دقیق از مکان فعلی از آن استفاده کرد. |
| 20<       | ضعیف          | در این سطح اندازه گیری ها تا 300 متر (دستگاه با دقت 6 متر و DOP 50) خطا دارند و باید از آن ها صرف نظر کرد.                                          |

ضرایب DOP توابعی از پارامترهای قطر اصلی ماتریس کواریانس (covariance matrix) هستند که در قالب جهانی یا محلی بیان می شوند.

## نحوه محاسبه
در اولین مرحله برای محاسبه DOP محاسبه بردار واحد (unit vector) از گیرنده تا ماهواره i را در نظر بگیرید. با فرض چهار اندازه‌گیری توسط چهار ماهواره مجزا در هر لحظه، می‌توان ماتریس زیر را محاسبه نمود:
{\displaystyle A={\begin{bmatrix}(x_{1}-x)/R_{1}&(y_{1}-y)/R_{1}&(z_{1}-z)/R_{1}&-1\\(x_{2}-x)/R_{2}&(y_{2}-y)/R_{2}&(z_{2}-z)/R_{2}&-1\\(x_{3}-x)/R_{3}&(y_{3}-y)/R_{3}&(z_{3}-z)/R_{3}&-1\\(x_{4}-x)/R_{4}&(y_{4}-y)/R_{4}&(z_{4}-z)/R_{4}&-1\end{bmatrix}}}
سه مقدار اول در هر ردیف از ماتریس A بردار واحد از گیرنده تا آن ماهواره را نشان می دهند. اگر ستون آخر سرعت نور باشد، ضریب تعدیل زمان، {\displaystyle \sigma _{t}} همواره 1 به دست می آید. با قرار دادن -1 در ستون آخر، {\displaystyle \sigma _{t}} صحیح محاسبه می شود. {\displaystyle [x_{i},y_{i},z_{i}]^{T}} بردار مکان هر ماهواره و {\displaystyle [x,y,z]^{T}} بردار مکان دریافت کننده سیگنال است. مقدار {\displaystyle R_{i}={\sqrt {(x_{i}-x)^{2}+(y_{i}-y)^{2}+(z_{i}-z)^{2}}}} اندازه هر کدام از فواصل می‌باشد. اکنون با تعریف ماتریس {\displaystyle Q} داریم:
{\displaystyle Q=(A^{T}A)^{-1}}
ماتریس Q تقریبی از ماتریس کواریانس نویزهای نامعلوم مقادیر اندازه گیری شده است. این تقریب با گشتاور دوم درجه یک (First Order Second Moment FOSM) که روشی برای مقداردهی به عدم قطعیت است بدست آمده است؛ این روش در دهه هشتاد میلادی روشی به روز بوده. برای قابل استفاده بودن این روش توزیع نویز باید گاوسین (Gaussian) باشد و یا انحراف معیار نویز باید نسبت به تغییرات خروجی ناچیز باشد. در اینجا معمولاً فرض دوم اتفاق می افتد. اکنون ماتریس {\displaystyle Q} می‌تواند در تعیین مقادیر {\displaystyle PDOP}، {\displaystyle GDOP} و… مورد استفاده قرار گیرد. اگر مؤلفه‌های ماتریس {\displaystyle Q} را به صورت زیر ببینیم،
{\displaystyle Q={\begin{bmatrix}\sigma _{x}^{2}&\sigma _{xy}&\sigma _{xz}&\sigma _{xt}\\\sigma _{yx}&\sigma _{y}^{2}&\sigma _{yz}&\sigma _{yt}\\\sigma _{zx}&\sigma _{zy}&\sigma _{z}^{2}&\sigma _{zt}\\\sigma _{tx}&\sigma _{ty}&\sigma _{tz}&\sigma _{t}^{2}\\\end{bmatrix}}}
می‌توان مقادیر زیر را باتوجه به درایه‌های ماتریس فوق محاسبه کرد:
{\displaystyle PDOP={\sqrt {\sigma _{x}^{2}+\sigma _{y}^{2}+\sigma _{z}^{2}}}}
{\displaystyle GDOP={\sqrt {\sigma _{x}^{2}+\sigma _{y}^{2}+\sigma _{z}^{2}+\sigma _{t}^{2}}}=trace(Q)}
{\displaystyle TDOP=\sigma _{t}}
مطابق اصول آرایش ماهواره ها (Section 1.4.9 of Principles of Satellite Positioning)، تعدیل های افقی (HDOP) و عمودی (VDOP) دقت وابسته به سیستم مختصات مورد استفاده هستند. برای مشخص کردن مختصات یک نقطه محلی y، x، و z باید به ترتیب شمال، شرق و پایین و یا شرق، شمال و بالا باشند.
{\displaystyle HDOP={\sqrt {\sigma _{x}^{2}+\sigma _{y}^{2}}}}
{\displaystyle VDOP={\sqrt {\sigma _{z}^{2}}}}